# Industria Argentina Vehículos de Avanzada
Industria Argentina Vehículos de Avanzada, kurz IAVA, war ein argentinischer Hersteller von Automobilen.

## Unternehmensgeschichte
Das Unternehmen aus Buenos Aires begann 1971 mit der Produktion von Automobilen. Der Markenname lautete IAVA. 1979 endete die Produktion. 1985 wurde das Unternehmen aufgelöst.

## Fahrzeuge
Der Kikito war ein Fahrzeug im Stil eines VW-Buggy, allerdings auf Fiat-Basis. Die offene Karosserie bestand aus Kunststoff. Ein Vierzylindermotor mit 86 mm Bohrung, 55,5 mm Hub, 1290 cm³ Hubraum und 71 PS Leistung trieb die Fahrzeuge an. Hiervon entstanden etwa 20 Stück. Zeitweise produzierte IAVA auch den Fiat 133 in Lizenz.
Die Modelle Mara von 1972 und Sport von 1977 blieben Prototypen. Es waren zweitürige Coupés. Motorisch unterschieden sie sich nicht vom Kikito.